# Anolis danieli
Espèce
Synonymes
- Dactyloa danieli (Williams, 1988)

Anolis danieli est une espèce de sauriens de la famille des Dactyloidae. 

## Répartition
Cette espèce est endémique du département d'Antioquia en Colombie.

## Étymologie
Cette espèce est nommée en l'honneur de Daniel Gonzalez Patiño (1909–1988).

## Publication originale
- Williams, 1988 : New or problematic Anolis from Colombia. 5. Anolis danieli, a new species of the latifrons species group and a reassessment of Anolis appollinaris Boulenger, 1919. Breviora, no 489, p. 1-25 (texte intégral).